# Râul Almaș, Someș
Râul Almaș sau Râul Valea Fildului este un curs de apă, afluent de stânga al râului Someș. 

## Generalități
Râul Almaș, Someș, sau Râul Valea Fildului, are mai mulți afluenți semnificativi, nouă de stânga (Băbiu, Guniaga, Meștereaga, Bernaia,  Mierța, Glodu, Jirnău, Mânăstirii și Gălpâia) și treisprezece de dreapta (Dorogna, Fildu, Tetiș, Sfăraș, Cetății, Dâncu, Bozolnicu, Sâncraiul Almașului, Dolu, Ugruțiu, Dragu, Stupini și Trestia).

## Hărți
- Harta interactivă - județul Sălaj  Arhivat în 5 septembrie 2009, la Wayback Machine.

## Galerie de imagini

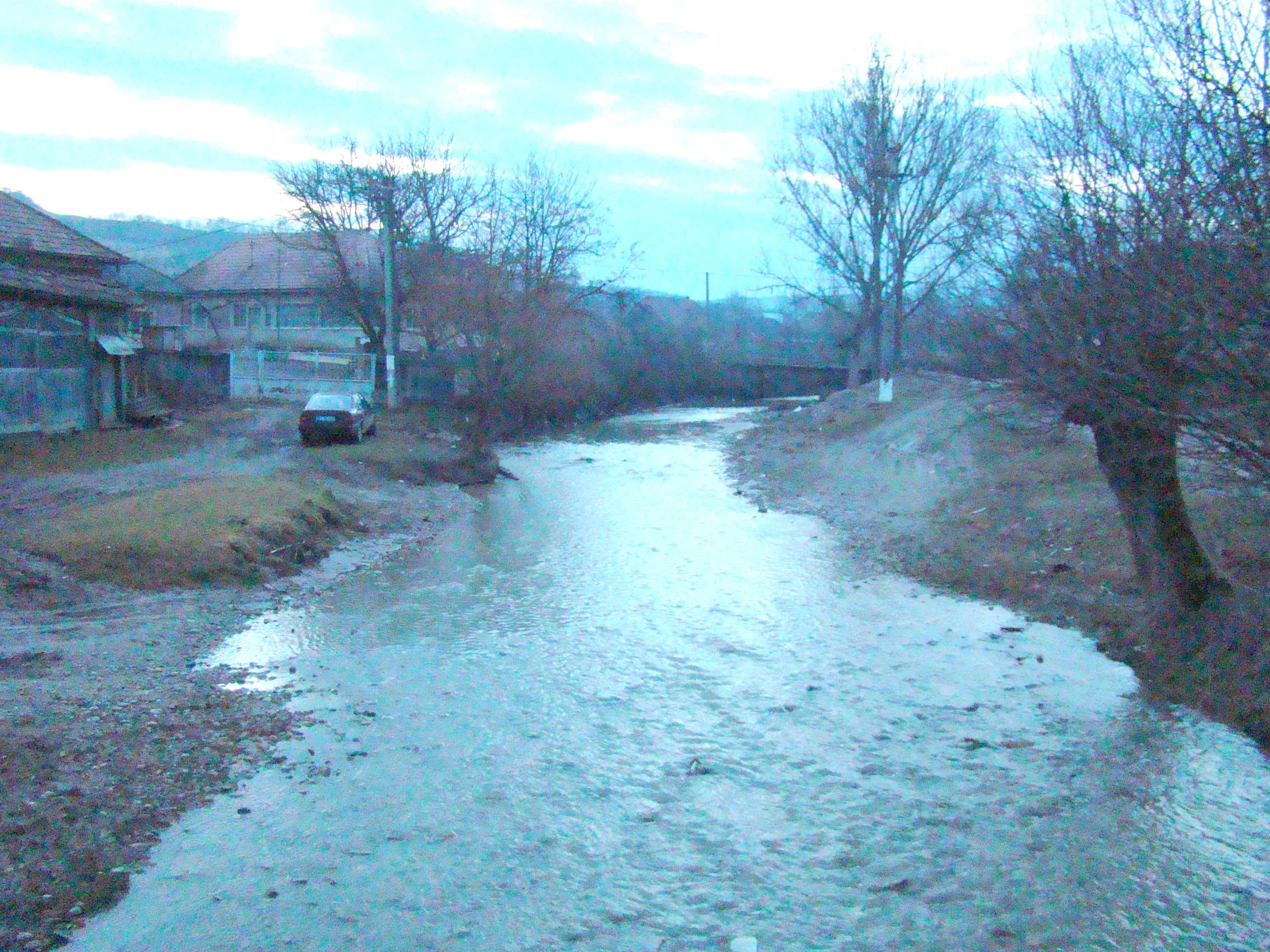
Râul Almaș în localitatea Fildu de Sus
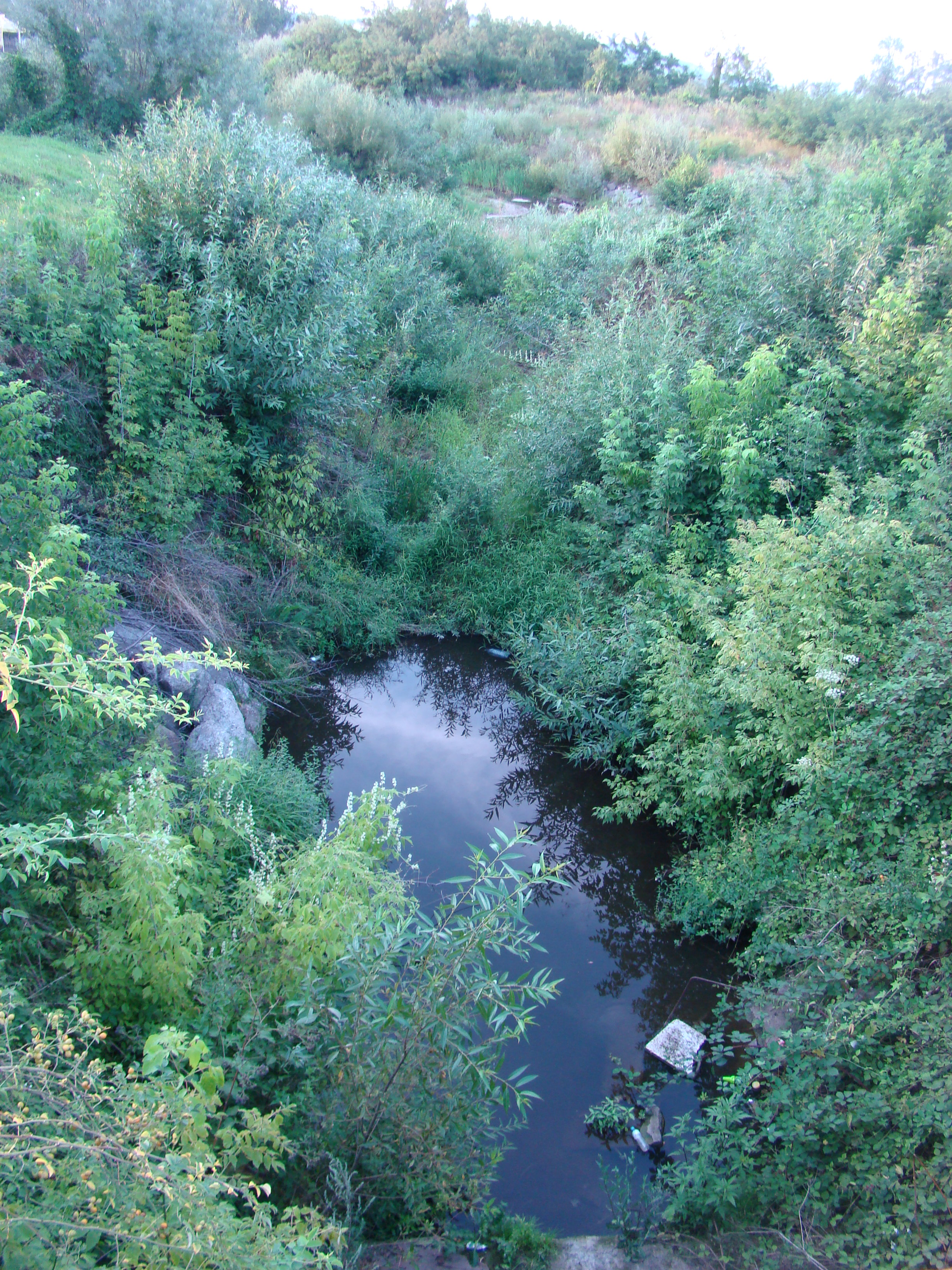
Râul Almaș în localitatea Zimbor
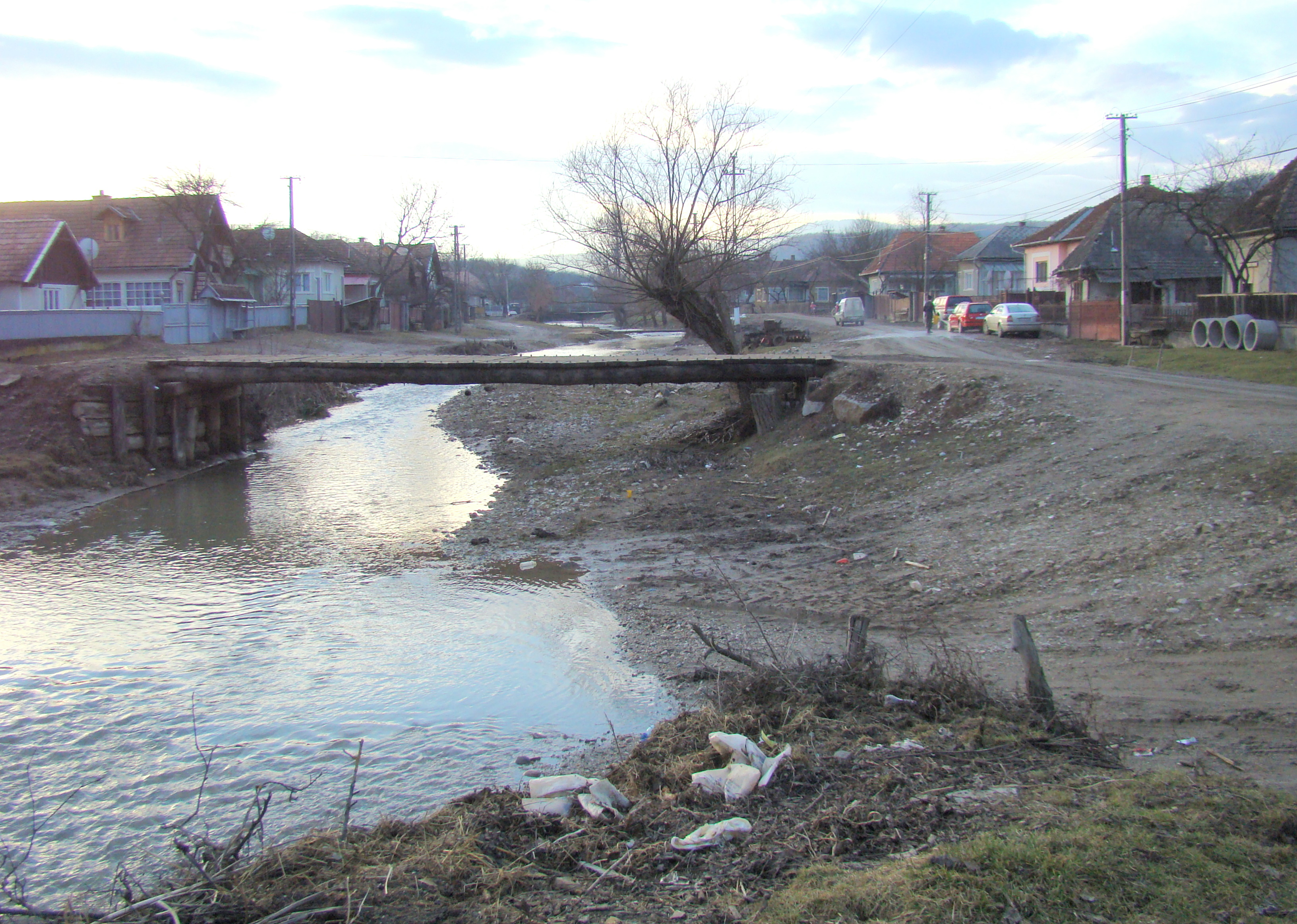
Râul Almaș în localitatea Fildu de Mijloc